# Роуз, Джон

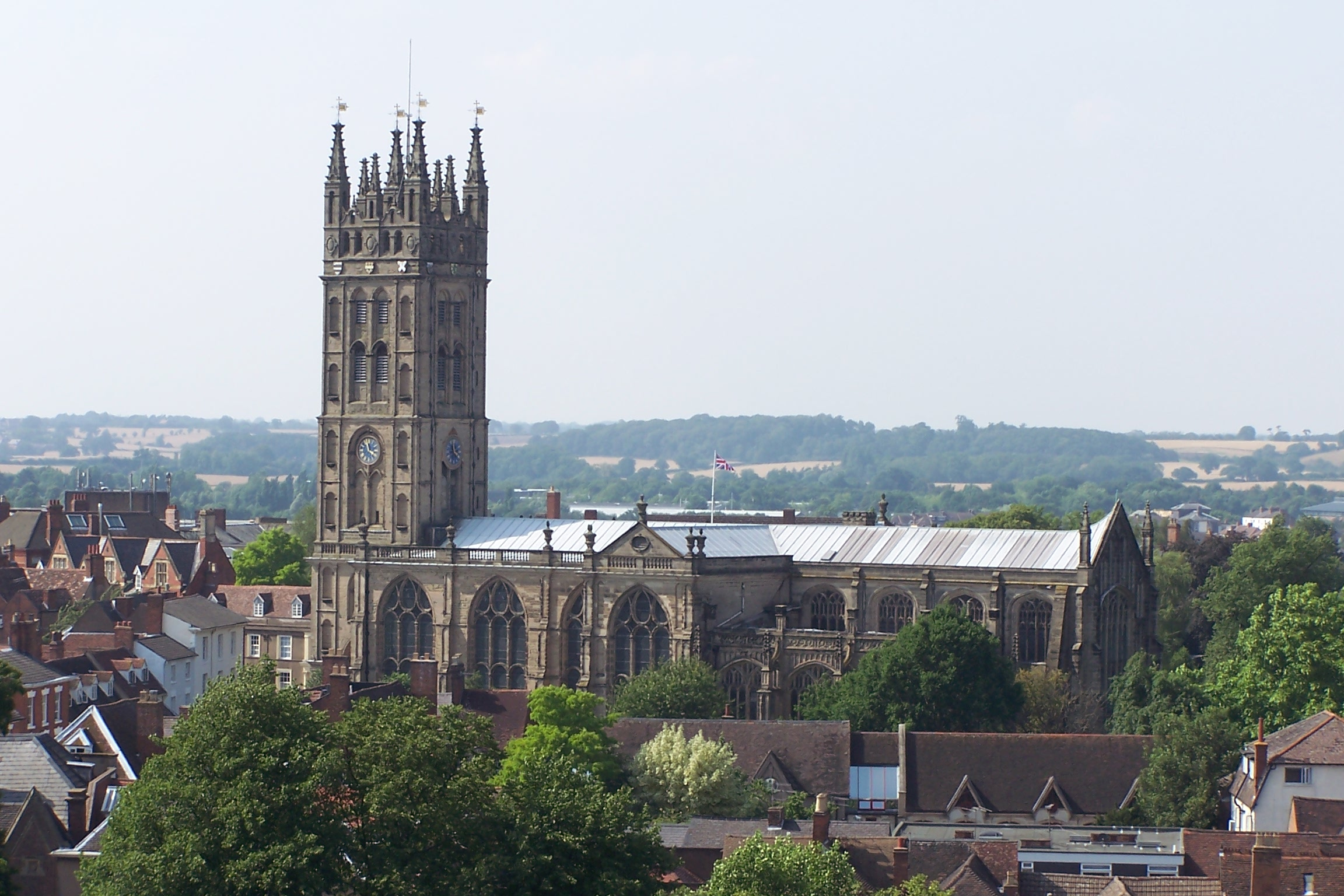
Собор Св. Марии в Уорике, XII век

Джон Роуз (англ. John Rous, лат. Joannis Rossi, или Joannes Rossus; 1411 или 1420 — 1491 или 24 января 1492) — английский священник, хронист и антикварий, один из летописцев войны Алой и Белой розы, автор «Истории английских королей» (лат. Historia Regum Angliae).

## Биография

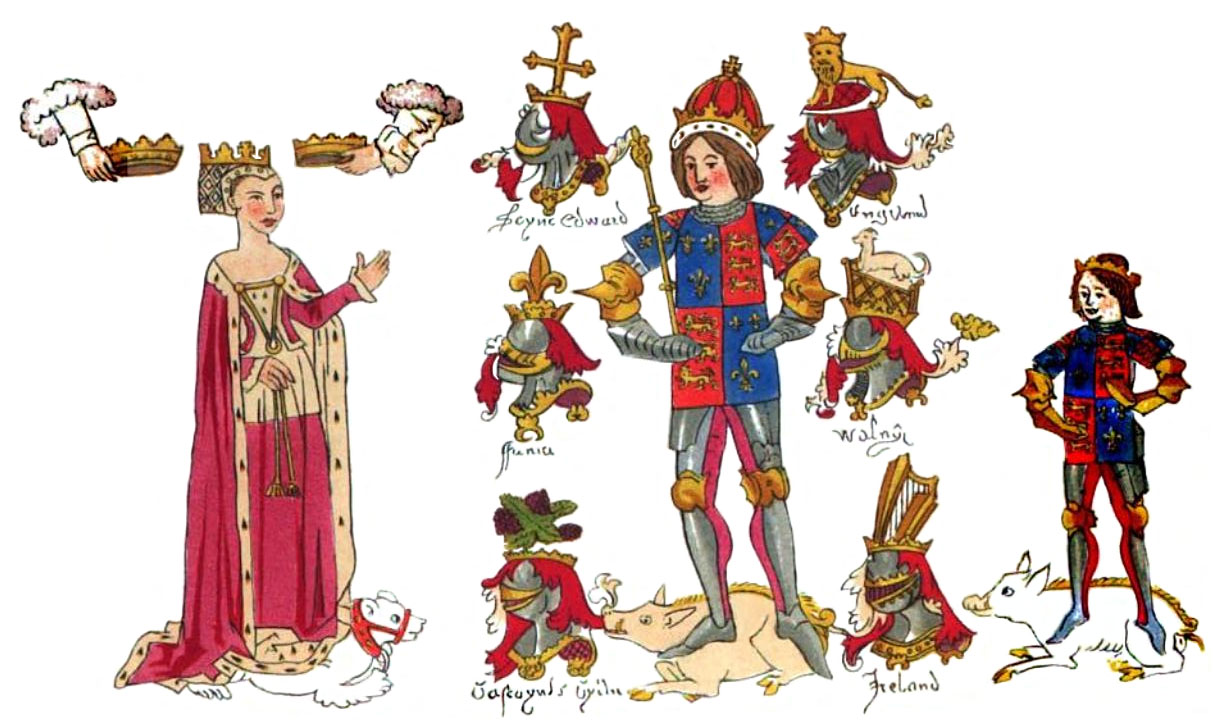
Ричард III c женой Анной Невилл и сыном Эдуардом Миддлгемским. Миниатюра из «Свитка Роуза» (1483)

Родился в 1411 или 1420 году в г. Уорике (графство Уорикшир) в семье Джеффри Роуза, младшего сына джентри Томаса Роуза из Бринклоу, и Маргарет Финчам. 
В 1437—1444 годах учился в Оксфордском университете, где имел среди сокурсников Джона Типтофта, графа Вустерского, и Джона Сеймура, впоследствии Виндзорского каноника. В 1444 году получил в Оксфорде магистерскую степень, после чего был рукоположен в диаконы в Вустерском диоцезе.
В 1445 году стал капелланом часовни Гая Клиффа близ Уорика, возведённой в 1423 году Ричардом де Бошаном, 13-м графом Уориком в честь своего предка-отшельника, со скромным доходом в 10 фунтов стерлингов в год, настоятелем которой оставался вплоть до своей смерти.
Получив духовный сан, на протяжении большей части своей церковной карьеры служил и работал в Уорике, отлучаясь лишь с целью изучения архивных документов и хроник, необходимых для его исторических исследований и хранившихся в собраниях других городов, в том числе Лондона, Англси и Уэльса. Поддерживал связи с другими собирателями рукописей, в частности, епископом Эксетерским Ричардом Фоксом.
В 1459 году представил парламенту, заседавшему в Ковентри, петицию о положении провинциальных городов и их разграблении дворянством, но она не привлекла внимания со стороны властей. 
Первоначально симпатизировал Йоркской династии, но после победы Генриха VII в битве при Босворте (1485) поддержал Тюдоров. В царствование Ричарда III служил каноником соборной церкви Святой Марии в Уорике.
Умер 24 января 1491 или 1492 года, в возрасте примерно восьмидесяти лет, похоронен в соборе Святой Марии (Уорик). Завещал этой церкви свою личную библиотеку, для хранения которой устроил в ней специальное помещение.

## Сочинения

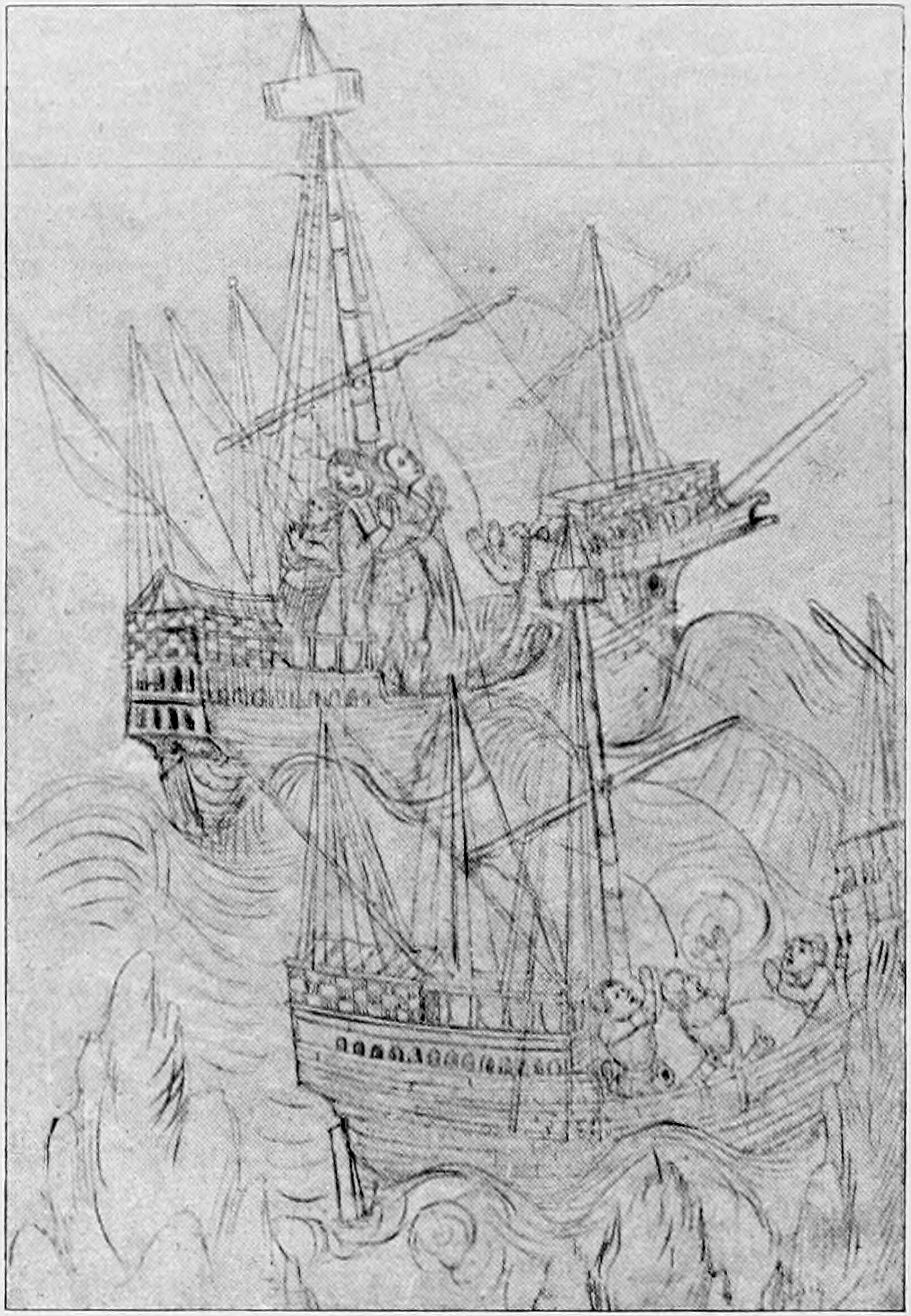
Королевский военный флот. Рис. из «Истории Ричарда Бошана» Джона Роуза (1490)

Основным историческим трудом Джона Роуза является «История английских королей» (лат. Historia Regum Angliae, англ. History of the Kings of England), составленная около 1490 года по просьбе его старого друга Джона Сеймура, выбиравшего статуи для Капеллы Св. Георгия Виндзорского замка. В ней описывается деятельность правителей Англии, начиная с легендарного Брута Троянского, и кончая рождением в 1486 году Артура, сына и наследника Генриха VII Тюдора, которому посвятил свою работу предусмотрительный автор.
Это компилятивное историческое сочинение, которому большинство исследователей отказывает в наличии какого-либо критического анализа, написано с точки зрения не столько историка, сколько антиквария, и почти не содержит подробностей военного и дипломатического характера. Так, рассказывая о Генрихе V Ланкастере, Роуз уделяет внимание образованию короля и его социальной политике, лишь кратко повествуя о его военной компании во Франции и вовсе не упоминая битву при Азенкуре. Пересказывая распространённые в его время исторические и генеалогические мифы, он прибавляет к ним немало собственных, в частности, приписывая основание Оксфордского университета самому Альфреду Великому.
Основными источниками Роузу послужили: «Церковная история народа англов» Беды Достопочтенного, «История королей Британии» Гальфрида Монмутского, «Деяния английских королей» Вильяма Мальмсберийского, «История английского народа» Генриха Хантингдонского, «Беседы о чудесах» Цезария Гейстербахского, «Великая хроника» Матвея Парижского, «Полихроникон» Ранульфа Хигдена, «Книга путешествий» Джона Мандевиля и рифмованная хроника Джона Хардинга. 
«История английских королей» Роуза опубликована была в 1716 году в Оксфорде антикварием Томасом Хирном по рукописи её английского перевода, выполненного неким Ральфом Дженнингсом, которая ныне находится в Бодлианской библиотеке. В 1745 году она была в Оксфорде переиздана. Известен манускрипт другого перевода «Истории», предположительно выполненного архиепископом Мэттью Паркером, из собрания библиотеки Колледжа Корпус-Кристи Кембриджского университета. Оригинальный её текст сохранился в рукописи конца XV века из собрания Коттона Британской библиотеки (MS Vesp. A. xii).
Считается также автором «Свитка Роуза» (англ. Rous Roll), написанного в 1483 году и представляющего собой пройоркистскую версию недавней истории Англии, а также «Уорикского свитка» (англ. Warwick Roll) — семейной летописи аристократической семьи Бошан, составленной для Ричарда де Бошана, графа Уорика. «Уорикский свиток» сохранился в двух вариантах: «Йоркистском», написанном на английском языке между 1477 и 1485 годами и содержащим похвалы Ричарду III  и его сыну, и «Ланкастерском», написанном на латыни после 1485 года, посвящённом правящему королю. Обе работы иллюстрированы интересными с исторической точки зрения миниатюрами, приписываемыми самому Роузу. 
Одна из рукописей «Ланкастерского» варианта свитка (BL, Lansdowne MS 882) была опубликована в 1729 году вышеназванным Томасом Хирном в приложении к его «Истории Ричарда II», другая издана в 1845 году в Лондоне Уильямом Пикерингом. 
Между 1485 и 1490 годами Роуз написал и, возможно, проиллюстрировал также биографию своего покровителя — «Представление рождения, жизни и смерти Ричарда де Бошана, графа Уорикского» (англ. Pageant of the Birth, Life and Death of Richard Beauchamp Earl of Warwick). По другим данным, составление жизнеописания он доверил своему помощнику, а для иллюминирования приглашён был фламандский художник, труд которого, однако, остался неоконченным.
Сочинения Роуза не лишены предвзятости, так, например, в «Свитке Роуза» Ричард III описывается как «добрый государь» и «покровитель общин», а в «Истории английских королей» — уже как тиран и «антихрист», «пребывавший в материнской утробе два года и появившийся на свет с зубами во рту и волосами до плеч», причастный к убийству сыновей Эдуарда IV и даже короля Генриха VI, а также отравлению собственной жены Анны Невилл.
Известный антикварий XVI века Джон Лиланд приписывал также Роузу немало других работ, в частности, по местной истории Уорикшира, по истории британских университетов, хронику Вустерского епископата, житие Гая Клиффа и некий трактат о мифических великанах, живших после Потопа.